# Kabupaten de Mappi
Le kabupaten de Mappi (en indonésien : Kabupaten Mappi), est une subdivision administrative de la province de Papouasie méridionale en Indonésie. Son chef-lieu est Kepi.  

## Géographie
Le kabupaten s'étend sur 25 609 km2 dans le sud-est de la Nouvelle-Guinée occidentale et est bordé par la mer d'Arafura au sud-ouest.

### Territoires limitrophes

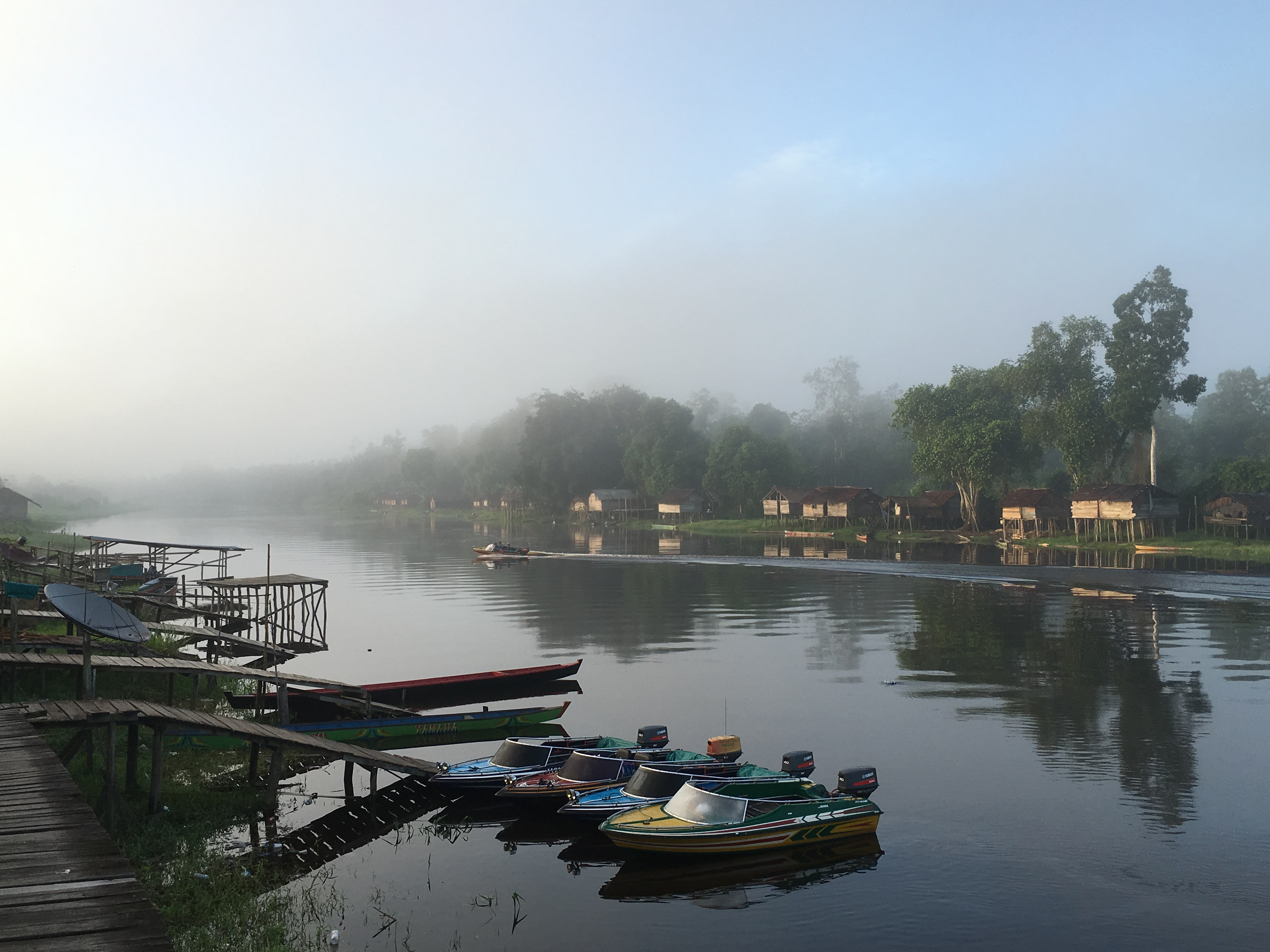
Matin au village Senggo à Mappi

## Histoire
Le kabupaten est créé le 12 novembre 2002 par division de celui de Merauke et fait alors partie de la province de Papouasie avant de rejoindre celle de Papouasie méridionale lors de sa création le 11 novembre 2022.

## Démographie
La population s'élevait à 81 658 habitants en 2010 et à 108 295 habitants en 2020.